# Chassepot
Chassepot (phát âm là "Shas-Poh"), chính thức được gọi là Fusil modèle 1866, là một loại súng trường nạp đạn bằng tay dùng trong quân sự, nổi tiếng như là vũ khí của quân Pháp trong Chiến tranh Pháp-Phổ 1870–1871. Nó đã thay thế một loại súng trường muzzleloading Minié, mà phần lớn trong số chúng đã được chuyển đổi vào năm 1864 thành breech load (súng trường Tabatière). Là một cải tiến tuyệt vời cho súng trường quân sự hiện có vào năm 1866, Chassepot đã đánh dấu sự khởi đầu của kỷ nguyên của súng trường quân sự nạp đạn bằng tay hiện đại. Bắt đầu từ năm 1874, súng trường dễ dàng được chuyển đổi thành súng hộp đạn kim loại (dưới tên súng trường Gras), vốn không thể thực hiện được với súng trường kim hỏa Dreyse.
Nó được các công ty Manufacture d'armes de Saint-Étienne (MAS), Manufacture d'Armes de Châtellerault (MAC), Manufacture d'Armes de Tulle (MAT) sản xuất, và cho đến năm 1870, do công ty Manufacture d'Armes de Mutzig với tên cũ Château des Rohan sản xuất. Nhiều chiếc cũng được sản xuất theo hợp đồng ở Anh (Chassepots "Potts et Hunts" giao cho Hải quân Pháp), ở Bỉ (Liege) và ở Ý tại Brescia (bởi Glisenti). Số lượng súng trường Chassepot gần đúng có sẵn cho Quân đội Pháp vào tháng 7 năm 1870 là 1.037.555 chiếc. Ngoài ra, các nhà sản xuất của Nhà nước Pháp có thể cung cấp 30.000 khẩu súng trường mới hàng tháng. Các nhà sản xuất súng ở Anh và Áo cũng sản xuất súng trường Chassepot để hỗ trợ nỗ lực chiến tranh của Pháp. Steyr Arms ở Áo đã chuyển 12.000 súng cạc-bin Chassepot và 100.000 thiết bị súng cho Pháp vào năm 1871. Việc chế tạo súng trường Chassepot kết thúc vào tháng 2 năm 1875, bốn năm sau khi Chiến tranh Pháp-Phổ kết thúc, với khoảng 700.000 khẩu súng trường Chassepot được sản xuất từ tháng 9 năm 1871 đến tháng 7 năm 1874..